# آتشفشان ایپالا
آتشفشان ایپالا یا ولکان دِه ایپالا (به اسپانیایی: Volcán de Ipala) آتشفشان چینه‌ای کوچکی به ارتفاع ۱۶۵۰ متر واقع در منطقه‌ای موسوم به اورینته در شرق گواتمالاست. این آتشفشان مرده تقریباً تمامی عرض فروزمین ایپالا را در برگرفته و بلندایش به ۷۵۰ متر بالاتر از کف آن می‌رسد.. قطر دهانهٔ آتشفشان ایپالا یک کیلومتر است و در عمق ۱۵۰ متری از دیواره‌های آن دریاچه‌ای موسوم به دریاچه ایپالا واقع گردیده که ۱۴۹۲ متر از سطح دریا ارتفاع دارد. مخروط انگلی و برجستهٔ مونته ریکو نیز در دامنهٔ جنوبی ایپالا واقع شده‌است.
آتشفشان ایپالا در منطقه‌ای گرم با آب و هوایی مرطوب و نیمه‌گرمسیری قرار دارد و پوشش گیاهی آن بیشتر از درختان کاج، بلوط، سدر و سیبا تشکیل شده‌است. همچنین مطالعات انجام‌گرفته بیانگر وجود ۳۷ گونه درخت و ۱۶ نوع درختچه در این منطقه است و جنگلی ابری به مساحت ۱۲۱٬۵ هکتار اطراف دهانهٔ ایپالا را پوشانده است. این جنگل در تمامی سال مرطوب بوده و رویشگاه مناسبی برای انواع سرخس و ارکیده به‌شمار می‌رود.
آخرین فوران آتشفشان ایپالا بنا بر نوشته‌های دیاز در سال ۱۸۶۵ و در فاصلهٔ ۲۴ ژانویه تا ژوئن آن سال روی داد اما از آنجا که او از هیچ منبعی در اینباره نام نبرده است ادعای او به‌نظر غیر محتمل می‌رسد. از همین روی تاریخ آخرین فوران ایپالا را نامشخص در نظر می‌گیرند.